# Município de Orange (condado de Shelby, Ohio)
O município de Orange (em inglês: Orange Township) é um município localizado no condado de Shelby no estado estadounidense de Ohio. No ano de 2010 tinha uma população de 1.245 habitantes e uma densidade populacional de 21,07 pessoas por km².

## Geografia
O município de Orange encontra-se localizado nas coordenadas 40° 13′ 16″ N, 84° 08′ 55″ O. Segundo a Departamento do Censo dos Estados Unidos, o município tem uma superfície total de 59.1 km², da qual 58.77 km² correspondem a terra firme e (0.55%) 0.32 km² é água.

## Demografia
Segundo o censo de 2010, tinha 1.245 habitantes residindo no município de Orange. A densidade populacional era de 21,07 hab./km². Dos 1.245 habitantes, o município de Orange estava composto pelo 96.55% brancos, o 0.96% eram afroamericanos, o 0.16% eram amerindios, o 0.16% eram asiáticos, o 0.08% eram insulares do Pacífico, o 0.08% eram de outras raças e o 2.01% pertenciam a dois ou mais raças. Do total da população o 0.48% eram hispanos ou latinos de qualquer raça.